# 中郷村 (三重県)
中郷村（なかざとむら）は三重県一志郡にあった村。現在の松阪市嬉野町の中西部、中村川の中流域にあたる。

## 地理
- 河川：中村川

## 歴史
- 1889年（明治22年）4月1日 - 町村制の施行により、森本村・宮野村・滝ノ川村・矢下村・合ヶ野村・釜生田村・岩倉村の区域をもって発足。
- 1955年（昭和30年）3月15日 - 豊地村・中川村・豊田村・中原村および宇気郷村の一部（大字小原・上小川）と合併して嬉野町が発足。同日中郷村廃止。